# Balázs Vendéglő
A Balázs Vendéglő Budapest II. kerületében, a Hűvösvölgyi út 207. szám alatt működött. A vendéglőt egy 18. századi kocsma helyén nyitották meg 1838-ban. Az államosításig a család 6 generációja vezette, akiknek a János-hegyen, Máriaremetén és Pesthidegkúton is voltak vendéglői.
Jó konyhája miatt egyaránt népszerű volt mind a polgárság, mind az arisztokrácia körében. A vendéglő cégére a Magyar Kereskedelmi és Vendéglátóipari Múzeumban található.
A vendéglő épülete 1979-ben leégett, de korabeli formájában újjáépítették, és műemléki védelmet is kapott. Ennek ellenére - a tulajdonosi viszonyok tisztázatlansága miatt - 2004-ben bezárt, majd állapota leromlásával párhuzamosan hajléktalanok tanyája lett. 2009 októberében az épület kiégett.
2012-ben a magántulajdonban lévő épületet törölték a műemléki nyilvántartásból. Megkezdték az épület bontását, így az végleg eltűnik.